# Astragalus isphairamicus
Astragalus isphairamicus är en ärtväxtart som beskrevs av Boris Fedtjenko. Astragalus isphairamicus ingår i släktet vedlar, och familjen ärtväxter. Inga underarter finns listade i Catalogue of Life.